# Vřesina (Opava)
Vřesina (in polacco Wrzesin, in tedesco Wrzessin) è un comune della Repubblica Ceca facente parte del distretto di Opava, nella regione della Moravia-Slesia.